# Polygonum schischkinii
Polygonum schischkinii là một loài thực vật có hoa trong họ Rau răm. Loài này được Ivanova, Elena Ilyinichna ex Borodina miêu tả khoa học đầu tiên năm 1989.